# Hongqi L5

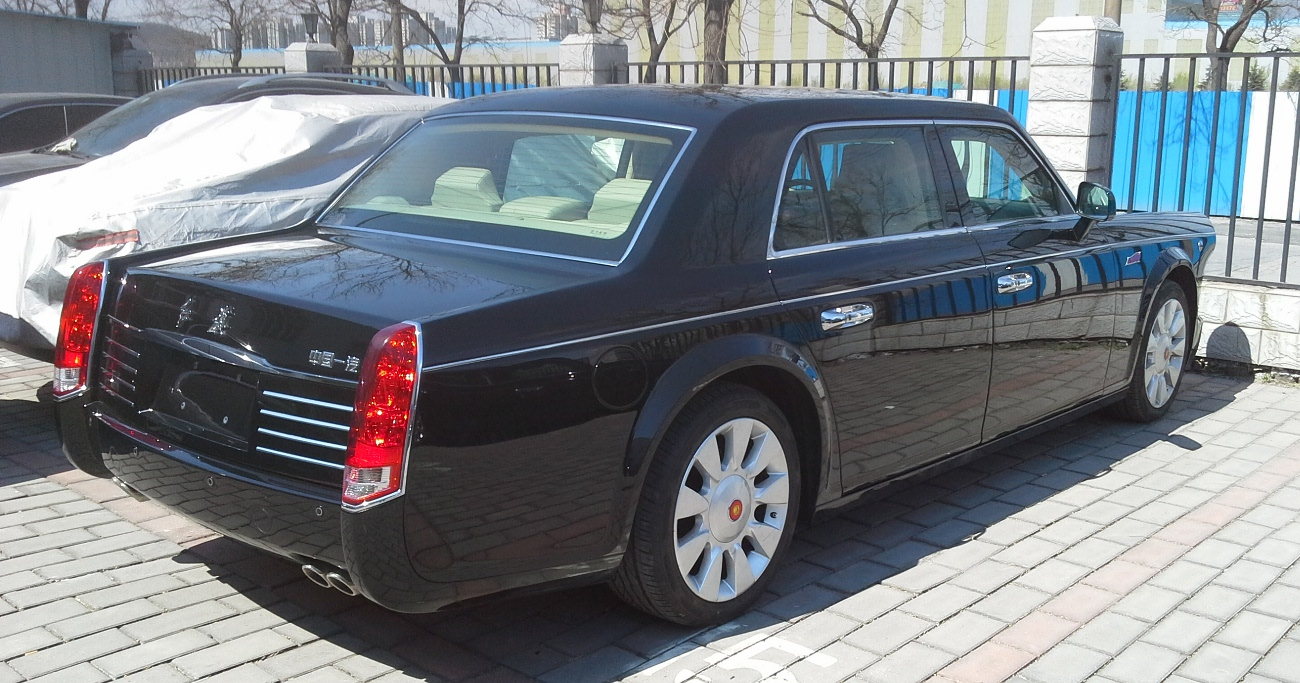
Heckansicht

Die beiden belarussischen Hongqi L5

Der Hongqi L5 ist eine Limousine der Oberklasse der zum chinesischen Automobilhersteller China FAW Group gehörenden Marke Hongqi. Im Gegensatz zu den größeren L7 und L9, die ausschließlich als Staatskarossen für die chinesische Regierung dienen, wurde der L5 auch offiziell verkauft.

## Geschichte
Der L5 wurde auf der Shanghai Auto Show im April 2013 erstmals der Öffentlichkeit gezeigt. Kurz darauf wurde die Limousine beim Besuch des französischen Staatspräsidenten François Hollande erstmals eingesetzt. Das Serienmodell, das auch für fast fünf Millionen Yuan an Privatpersonen verkauft wurde, debütierte auf der Beijing Auto Show im April 2014. Zwei L5 wurden als Geschenk nach Belarus exportiert, wo sie als Paradewagen dem belarussischen Militär dienen.
Das fast sechs Meter lange Nachfolgemodell Hongqi Guoli kam im Juni 2024 in den Handel.

## Technik
Gegenüber dem größeren L9, der über Portaltüren verfügt, hat der L5 konventionelle Türen. Angetrieben wird die Limousine von einem Zwölfzylinder-Ottomotor mit sechs Litern Hubraum. Dieser Motor leistet 300 kW (408 PS) und 550 Nm. Die Höchstgeschwindigkeit liegt bei 200 km/h, auf 100 km/h soll der L5 in 10,2 Sekunden beschleunigen.

## Technische Daten
|                                             | L5 6.0 V12               |
| Bauzeitraum                                 | 04/2014–06/2024          |
| Motorkenndaten                              |                          |
| Motortyp                                    | V12-Ottomotor            |
| Hubraum                                     | 6000 cm³                 |
| max. Leistung bei min−1                     | 300 kW (408 PS) / 5600   |
| max. Drehmoment bei min−1                   | 550 Nm / 4000            |
| Kraftübertragung                            |                          |
| Antrieb, serienmäßig                        | Allradantrieb            |
| Getriebe, serienmäßig                       | 6-Gang-Automatikgetriebe |
| Messwerte                                   |                          |
| Höchstgeschwindigkeit                       | 210 km/h                 |
| Beschleunigung, 0–100 km/h                  | 10,2 s                   |
| Kraftstoffverbrauch auf 100 km (kombiniert) | 18,0 l Super             |
| Tankinhalt                                  | 105 l                    |
| Leergewicht                                 | 3150 kg                  |